# 維多利亞公園 (悉尼)
維多利亞公園（英語：Victoria Park）位於澳大利亞新南威爾士州悉尼坎伯當巴拉馬打道與城市道交界，毗鄰悉尼大學，佔地9公頃（22英畝）。公園及鄰近的悉尼大學於2018年8月31日獲登記於新南威爾士州遺產名錄。

## 圖片集

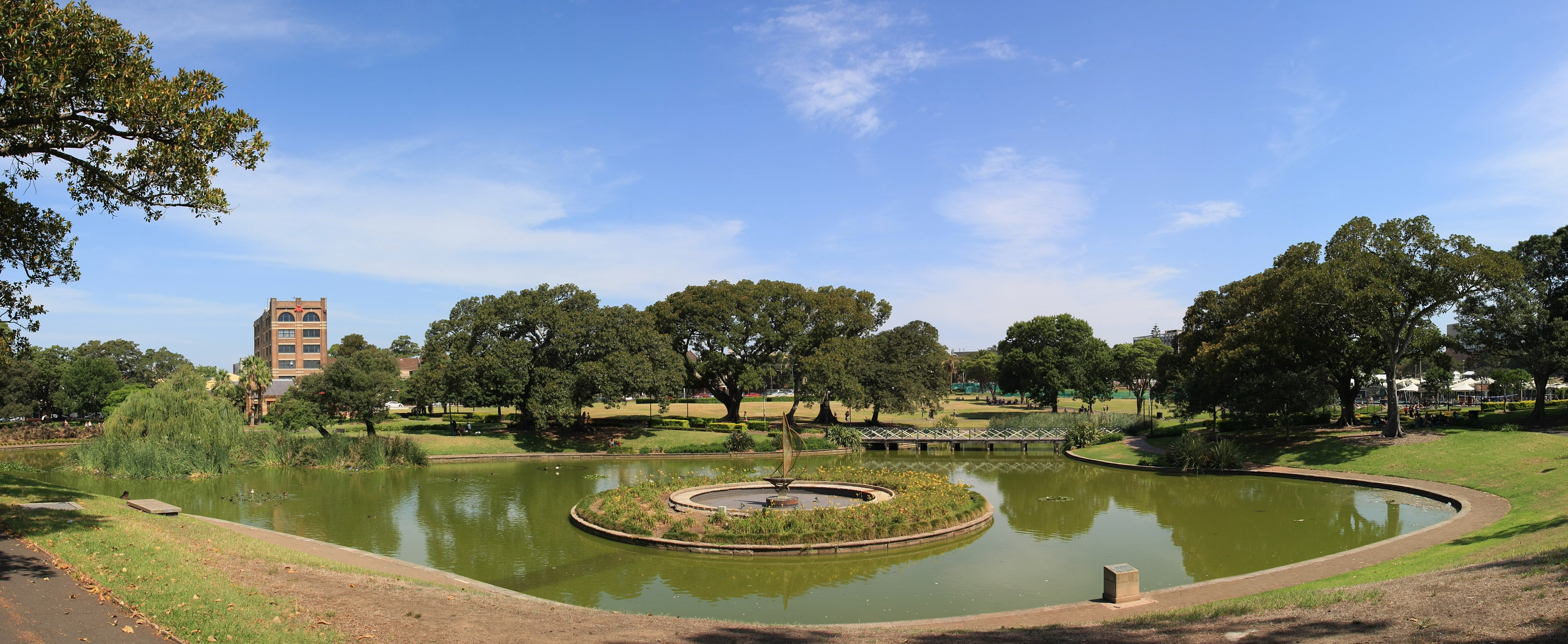
公園水池
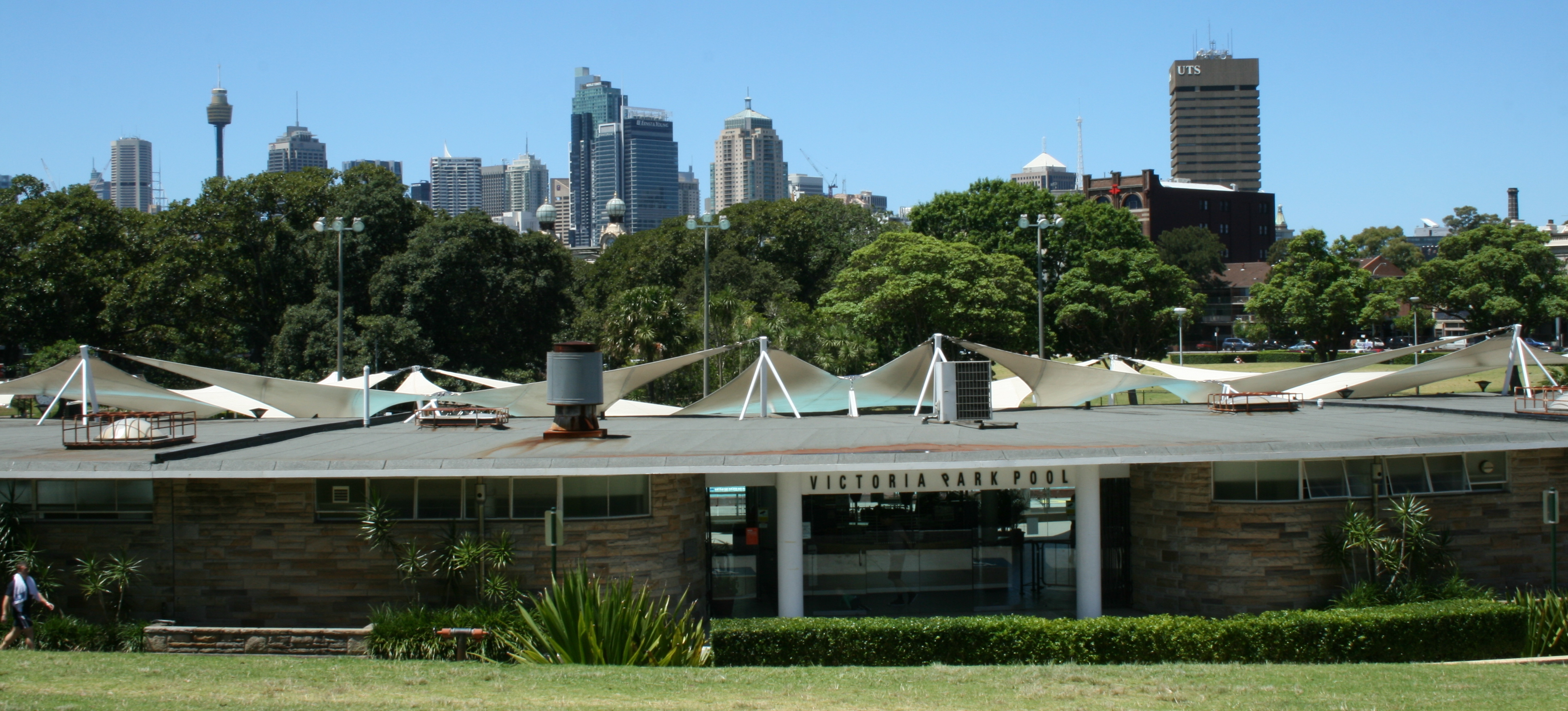
園內設有游泳池
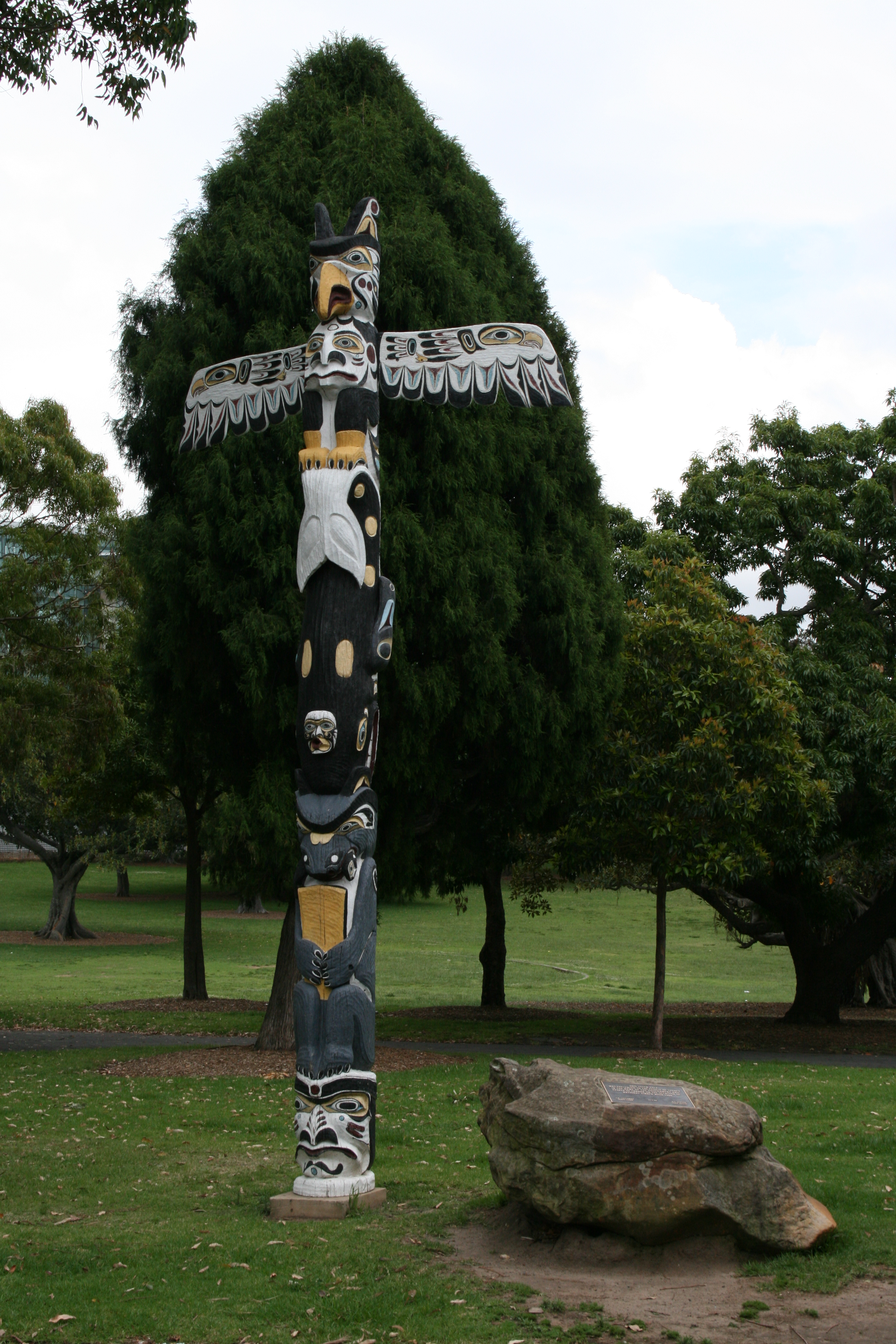
位於公園南端的加拿大圖騰